# مسئله بازی

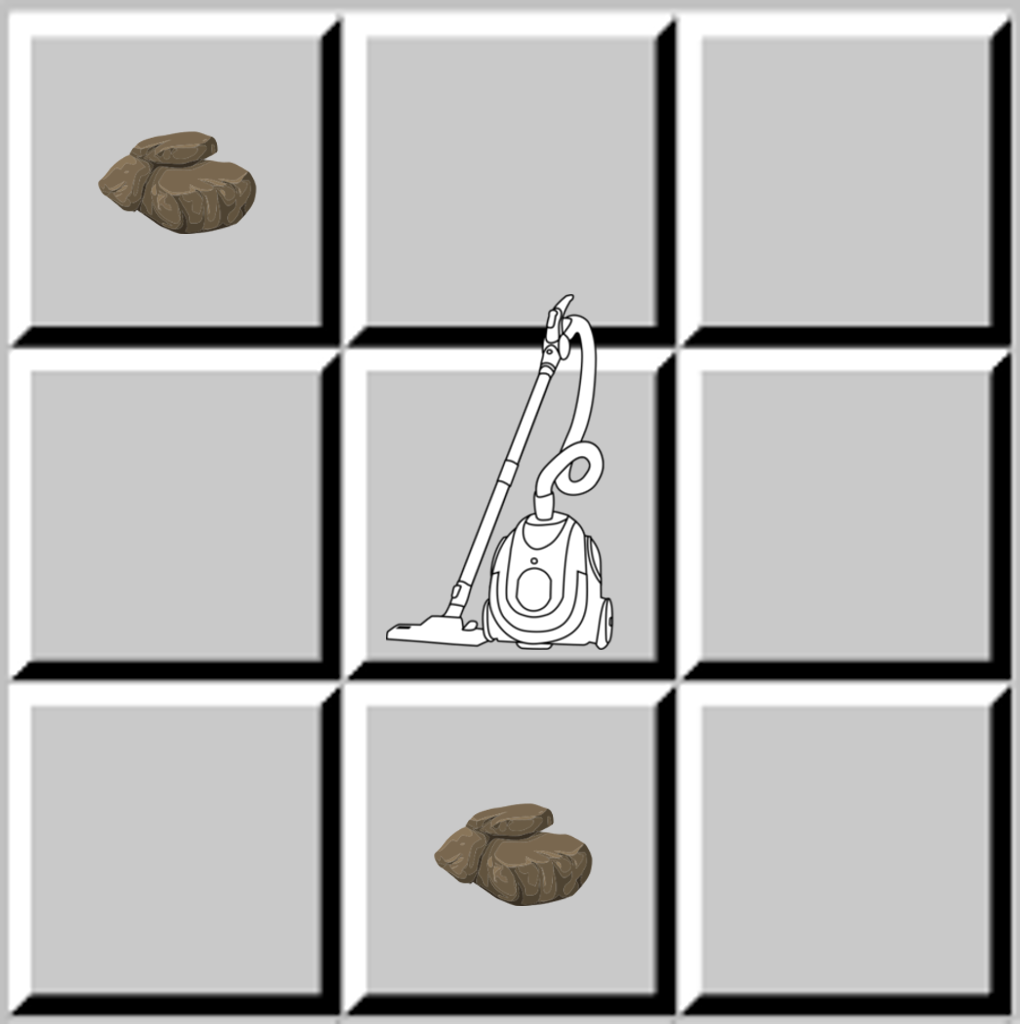
جهان جارو، یک مسئله یافتن کوتاه‌ترین مسیر که در آن هدف جارو کردن همه خانه‌های کثیف است.

در ادبیات علمی به ویژه رایانه، مسئله بازی (انگلیسی: Toy problem) مسئله‌ای است که در جهان واقعی حل کردنش ارزش چندانی ندارد، بلکه وسیله‌ای نمایشی است تا بتواند به صورت ساده‌تر ویژگی‌هایی از مسئله‌های واقعی پیچیده جهان را نشان دهد؛ یا بتواند به شکل ساده‌تری یک الگوریتم حل مسئله را در آن نشان داد.
مسئله‌های بازی برای روش‌شناسی یا بررسی و آزمایش روش‌ها و تکنیک‌ها خوب است. پژوهشگران می‌توانند با مسائل بازی الگوریتم‌های مختلف را با هم مقایسه کنند. همچنین این مسائل برای طراحی بازی سودمند هستند.
برای مثال، زمان مهندسی یک سامانه بزرگ، مسئله اصلی اغلب به‌شماری مسئله بازی کوچک‌تر شکسته می‌شود که اغلب از پیش چاره و راه حلشان را می‌دانیم. اغلب این مسائل بازی چکیده‌ای از برخی ویژگی‌های مهم آن سامانه پیچیده هستند، پس می‌توان جداگانه آن‌ها را حل کرد. مسائل بازی همچنین برای شهود گرفتن از یک رخداد مسئله‌ای پیچیده بسیار سودمند هستند.
برای مثال‌های عینی، در زمینه هوش مصنوعی، بازی‌های قدیمی به عنوان مسئله‌های بازی استفاده می‌شوند. مانند: مسئله جهان جارو، مسئله چند وزیر، دوز، معمای کشیش‌ها و آدمخوارها، شطرنج، برج هانوی و دیگر چیزها.